# Armin Zöggeler
Armin Zöggeler (* 4. ledna 1974 v Meranu) je bývalý italský sáňkař, olympijský vítěz, mistr světa a Evropy, vítěz světového poháru. Od roku 2002 je držitelem státního vyznamenání Commendatore Ordine al Merito della Repubblica Italiana, které mu 26. dubna 2002 udělil prezident Italské republiky.

## Životopis
Vyrůstal ve Foianu (Völlan), což je část města Lana, sáňkařské bašty na přírodní dráze. Armin začal závodit ve svých sedmi letech právě na přírodních tratích, protože první umělá sáňkařská dráha byla postavena až v roce 2006 pro olympijské hry v Turíně. Další umělou dráhou v Itálii je olympijská dráha v Cortině d'Ampezzo, která ale není homologovaná pro sáňkaře. I přes tuto překážku se Armin v roce 1988, kdy mu bylo 14 let, rozhodl přejít k sáňkování na umělé dráze a hned získal světový pohár mezi juniory.
Jeho hvězdnou kariéru nastartovala sezona 1994, kdy Armin získal bronzové medaile na mistrovství Evropy v Königssee a na olympijských hrách v Lillehammeru. O rok později v Lillehammeru slavil svůj první titul mistra světa a také první vítězství ve světovém poháru, a to na trati v Altenbergu. A poté, co přidal další vítězství v Siguldě, Königsee a Oberhofu, mohl slavit celkově druhé místo ve světovém poháru, což v následující sezoně zopakoval. První světový pohár získal v sezoně 1997/1998, v témže roce slavil i na olympijských hrách, po bronzu v Lillehammeru přišla v Naganu medaile stříbrná. První olympijské zlato získal v Salt Lake City 2002 po strhující bitvě s fenomenálním Němcem Georgem Haklem, který zvítězil v předchozích třech olympijských závodech. Zlatou olympijskou medaili obhájil na olympijských hrách v Turíně 2006, kde byl zároveň i vlajkonošem při závěrečném ceremoniálu. V letech 2010 a 2014 získal na olympiádě bronz a je tak prvním sportovcem v historii, který si přivezl medaili ze šesti olympijských her.
Na mistrovství světa získal celkem 16 medailí, z toho 6 zlatých, 5 stříbrných a 5 bronzových. V rozmezí let 1998 a 2009 získal 8× světový pohár, z toho od roku 2006 do roku 2009 čtyřikrát po sobě. Dále získal 18 medailí z mistrovství Evropy, z toho čtyři tituly. Od 21. ledna 2007, kdy zvítězil v závodě světového poháru v Altenbergu, je držitelem rekordu v počtu vítězství (59 vítězství), čímž předstihl George Hackla a Rakušana Markuse Procka. V říjnu 2014 ukončil kariéru. Byl o něm natočen dokumentární film Armin Zöggeler: La leggenda dello slittino.

## Vítězství

### Světový pohár
- 10 Světový pohár (1998, 2000, 2001, 2004, 2006, 2007, 2008, 2009, 2010, 2011)
- 59 individuálních vítězství
  - Altenberg (Ger) 1995
  - Sigulda (Lat) 1995
  - Königssee (Aut) 1995
  - Oberhof (Ger) 1995
  - Königssee (Ger) 1996
  - Lillehammer (Nor) 1997
  - Calgary (Can) 1998
  - Königsee (Ger) 1998
  - Sigulda (Lat) 1999
  - Sigulda (Lat) 1998
  - Altenberg (Ger) 1999
  - Calgary (Can) 2000
  - Königssee (Ger) 2000
  - Altenberg (Ger) 2000
  - Sigulda (Lat) 2000
  - Lillehammer (Nor) 2000
  - Salt Lake City (Usa) 2001
  - Altenberg (Ger) 2001
  - La Plagne (Fra) 2001
  - Sigulda (Lat) 2001
  - Lake Placid (Usa) 2001
  - Calgary (Can) 2002
  - Sigulda (Lat) 2003
  - Altenberg (Ger) 2003
  - Lake Placid (Usa) 2003
  - Königssee (Ger) 2004
  - Cesana (Ita) 2005
  - Lake Placid (Usa) 2005
  - Königsee (Ger) 2006
  - Igls (Aut) 2006
  - Cesana Pariol (Ita) 2006
  - Park City (Usa) 2006
  - Nagano (Jpn) 2006
  - Altenberg (Ger) 2007
  - Winterberg (Ger) 2007
  - Sigulda (Lat) 2007
  - Lake Placid (Usa) 2007
  - Igls (Aut) 2007
  - Altenberg (Ger) 2008
  - Sigulda (Lat) 2008
  - Winterberg (Ger) 2008
  - Königsee (Ger) 2009
  - Cesana Pariol (Ita) 2009
  - Altenberg (Ger) 2009
  - Calgary (Can) 2009

### Olympijské hry
- 1994 – Zimní olympijské hry 1994 – Lillehammer (Norsko) –  Bronz
- 1998 – Zimní olympijské hry 1998 – Nagano (Japonsko) –  Stříbro
- 2002 – Zimní olympijské hry 2002 – Salt Lake City (USA) –  Zlato
- 2006 – Zimní olympijské hry 2006 – Turín (Itálie) –  Zlato
- 2010 – Zimní olympijské hry 2006 – Vancouver (Kanada) –  Bronz
- 2014 – Zimní olympijské hry 2014 – Soči (Rusko) –  Bronz

### Mistrovství světa
- 1995 Lillehammer (Norsko) –  Zlato
- 1999 Königssee (Německo) –  Zlato
- 2000 St. Moritz (Švýcarsko) –  Stříbro
- 2001 Calgary (Kanada) –  Zlato
- 2003 Sigulda (Lotyšsko) –  Zlato
- 2004 Nagano (Japonsko) –  Bronz z družstev
- 2005 Park City (USA) –  Zlato +  bronz z družstev
- 2007 Igls (Rakousko) –  Stříbro +  stříbro z družstev
- 2009 Lake Placid (USA) –  Stříbro
- 2011 Cesana Torinese (Itálie) –  Zlato
- 2012 Altenberg (Německo) –  Bronz

### Mistrovství Evropy
- 1994 Königssee (Německo) –  Bronz
- 1998 Oberhof (Německo) –  Stříbro z družstev
- 2000 Winterberg (Německo) –  Bronz
- 2002 Altenberg (Německo) –  Bronz
- 2004 Oberhof (Německo) –  Zlato +  stříbro z družstev
- 2006 Winterberg (Německo) –  Stříbro +  stříbro z družstev
- 2008 Cesana Pariol (Itálie) –  Zlato +  Bronz z družstev
- 2012 Paramonovo (Rusko) –  Stříbro +  Bronz z družstev
- 2014 Sigulda (Lotyšsko) –  Zlato +  Bronz z družstev

### Mistrovství Itálie
- 1993 Igls (Rakousko) –  Zlato
- 1994 Igls (Rakousko) –  Zlato
- 1995 Igls (Rakousko) –  Bronz
- 1996 La Plagne (Francie) –  Zlato
- 1997 Nagano (Japonsko) –  Zlato
- 1998 Igls (Rakousko) –  Zlato
- 2003 Igls (Rakousko) –  Zlato
- 2004 Igls (Rakousko) –  Stříbro
- 2005 Igls (Rakousko) –  Zlato
- 2006 Cesana Pariol (Itálie) –  Zlato
- 2007 Cesana Pariol (Itálie) –  Zlato
- 2008 Cesana Pariol (Itálie) –  Zlato

## Vyznamenání
- – Commendatore Ordine al Merito della Repubblica Italiana – uděleno v Římě 26. dubna 2002 prezidentem republiky.[2]